# Cooch Behar

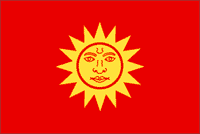

O principado de Cooch Behar ficava cerca de 400 km ao norte de Calcutá, na confluência do rio Bramaputra e do Tista. Sua localização era ao sul do Butão, no leste da Índia, ao norte do Paquistão Oriental (hoje Bangladesh), onde atualmente está o estado de Bengala Oriental. Sua extensão territorial era de 3.414 km²

## História
Os primeiros registros dessa nação vêm de 1510 e a mesma existiu como um principado até 1947. Na época de Akbar, o Grande, Chandan Nârâyan (Dinastia Chauhan) separa essa nação do Império Kamata. Por volta de 1510, Bishwa Singha transferiu a capital de Chikna , que ficava nas montanhas, para Hingulabas, na planície. Nar Nârâyan tomou os hoje Manipur e Tripura, juntando-os a seu Reino. Pran Nârâyan invadiu a sede do Império Mogol, Ghoraghat Upazila (em Bengala). 
Depois, em 1661, o mesmo Pran tomou Daca, mas foi forçado a capitular e assinar um tratado de paz em 1664. No ano seguinte o Rajá Mod Nârâyan auxiliou com 5 000 de sus homens o Rajá Ram Singh, rei de Amber e comandante dos exércitos do Sultanato de Deli, na guerra contra o Rajá de Assam. Rup Nârâyan mudou novamente a capital, que tomou o nome de Behar, de Atharokotha para Guriahati Gram sobre a margem direita Rio Torsa.
Durante o reinado de Debendra Nârâyan (1763 – 65), a administração do estado desmoronou e o país foi invadido pelo Reino do  Butão, do qual se tornou vassalo. Em 1772, com o apoio dos britânicos, Cooch Behar se libertou dos butaneses e permaneceu como um domínio do Império Britânico até 1947, Independência da Índia, quando foi integrado ao estado de Bengala Oriental.